# Encholirium maximum
Encholirium maximum är en gräsväxtart som beskrevs av Rafaela Campostrini Forzza och Elton Martinez Carvalho Leme. Encholirium maximum ingår i släktet Encholirium och familjen Bromeliaceae. Inga underarter finns listade i Catalogue of Life.